# سقوط داگلاس دی سی - ۳ ۱۹۷۳
در ۲۱ نوامبر ۱۹۷۳، یک هواپیمای ترابری داگلاس دی سی -۳ که توسط نیروی دریایی ایالات متحده فرماندهی می‌شد؛ بر روی ساحلی در جنوب ایسلند در شرایط یخبندان شدید سقوط کرد. هر هفت خدمه هواپیما از این سانحه جان سالم به در بردند ولی هواپیما بلااستفاده شد و سرانجام رها شد لاشه اصلی بدنه هواپیما از زمان حادثه تقریباً دست نخورده باقی ماند که منجر به تبدیل شدن محل سقوط به یک مقصد توریستی گردشگری شد.

## شرح حادثه
هواپیمایی که در این حادثه سقوط کرد از فرودگاه هوفن هورنافجوردور به سمت ایستگاه هوایی نیروی دریایی کفلاویک در حال پرواز بود، این هواپیما قبل از فرود در فرودگاه درحال تحویل تجهیزات برای یک ایستگاه رادار بود. در طول مسیر هواپیما با شرایط جوی یخبندان شدید مواجه شد و خدمه تصمیم به فرود در رودخانه ای یخ زده شدند. پس از فرود همه خدمه جان سالم به در بردند و با هلیکوپتر نجات یافتند، اما هواپیما از کار افتاد و به عنوان جاذبه توریستی استفاده شد. لاشه و قطعات بلااستفاده این هواپیما در محل رها شد.